# Búfalo-asiático
O Búfalo asiático ou búfalo-d’água (Bubalus bubalis) é um búfalo originário da Ásia e atualmente distribuído por todo o mundo, devido à domesticação.
Tais búfalos chegam a pesar até 1 200 quilos e podem ter de 2,4 a 3 metros de comprimento. Foram domesticados há mais de 5 000 anos fornecendo leite, carne e couro. Seu leite é mais rico em gordura e proteína do que o leite de gado. A carne de búfalo é frequentemente vendida como carne bovina em certas regiões devido ao sua aparência e sabor muito parecidos, no entanto a carne de búfalo possui 40% menos colesterol, 12 vezes menos gordura, 55% menos calorias, 11% mais proteínas e 10% mais minerais do que a bovina, sendo que o consumo de carne de búfalo parece estar associado a vários efeitos benéficos no perfil de risco cardiovascular.
Quando o dia fica muito quente os búfalos-asiáticos tomam banho de lama, para se refrescar e afastar insetos.
Não são animais territorialistas, vivem em rebanhos de fêmeas com filhotes, lideradas pela fêmea mais velha, a matriarca.
Passam grande parte do dia debaixo de água, seus cascos são bastante palmados, e isso lhes permite caminhar em locais de muita lama. Esses pântanos lhes proporcionam uma quantidade muito grande de plantas aquáticas como alimento, porém, preferem pastar.
É um animal nativo do sudeste da Ásia, porém tem sido fortemente domesticado no Norte de África e no Oriente Médio, bem como a Austrália, Brasil e América Central. Os búfalos fortemente selvagens são encontrados na Índia, Nepal, Tailândia, Butão, Filipinas, Indonésia, Austrália, Camboja, Laos e Myanmar.

## Galeria

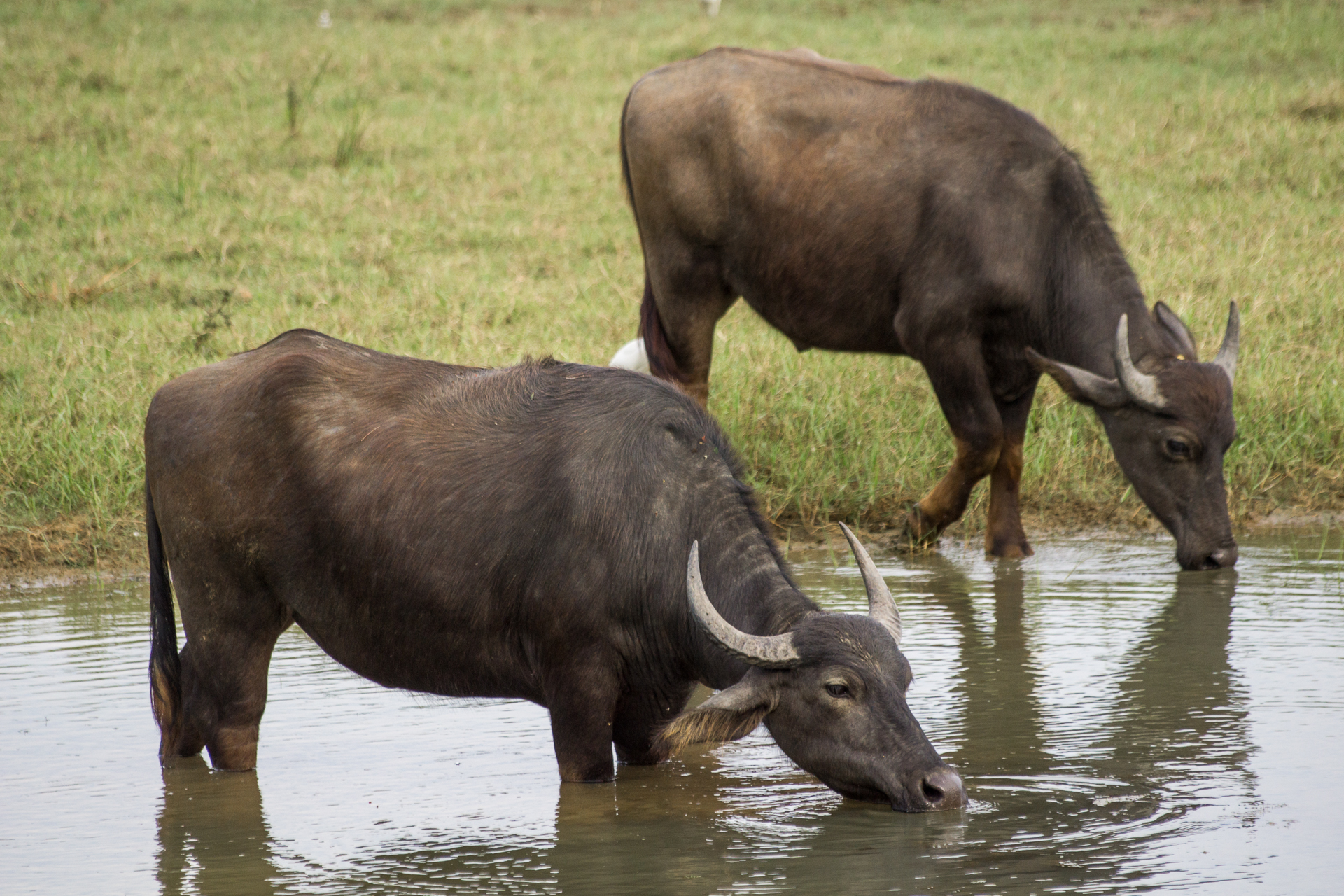
Búfalo-asiático em Sri Lanka
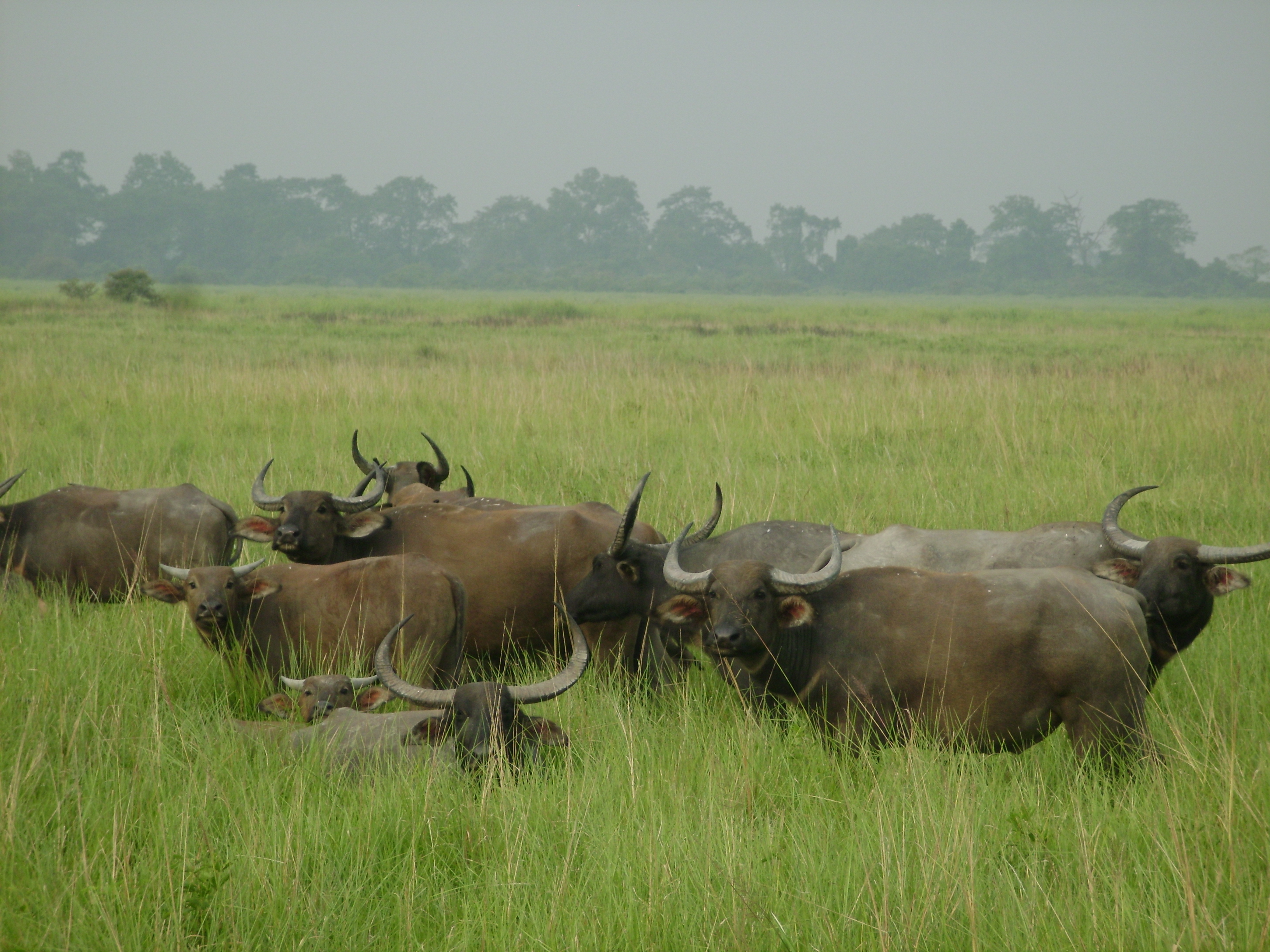
Manada de búfalos-asiáticos no Parque Nacional de Kaziranga em Assam, Índia
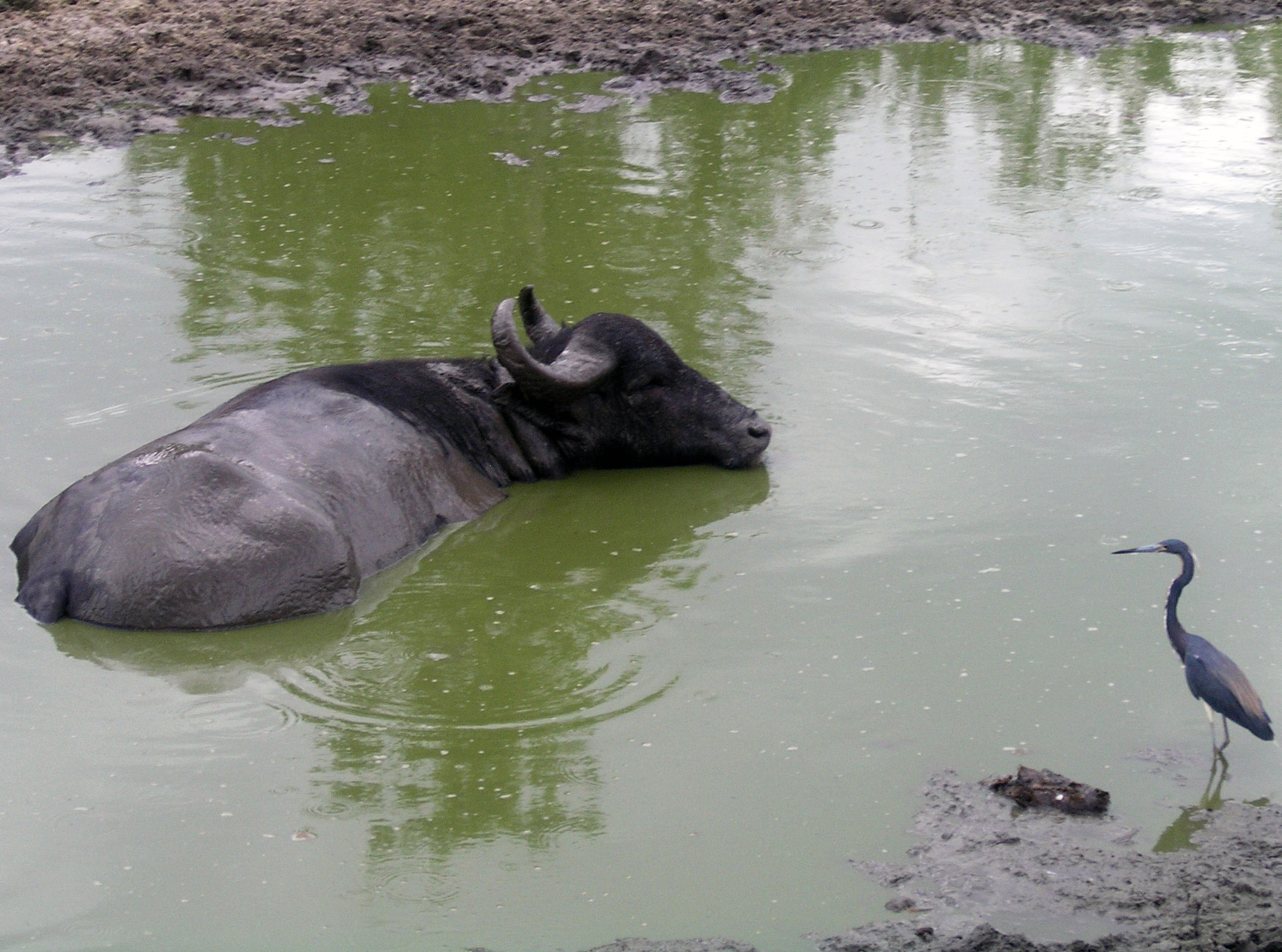
Búfalo-asiático na água
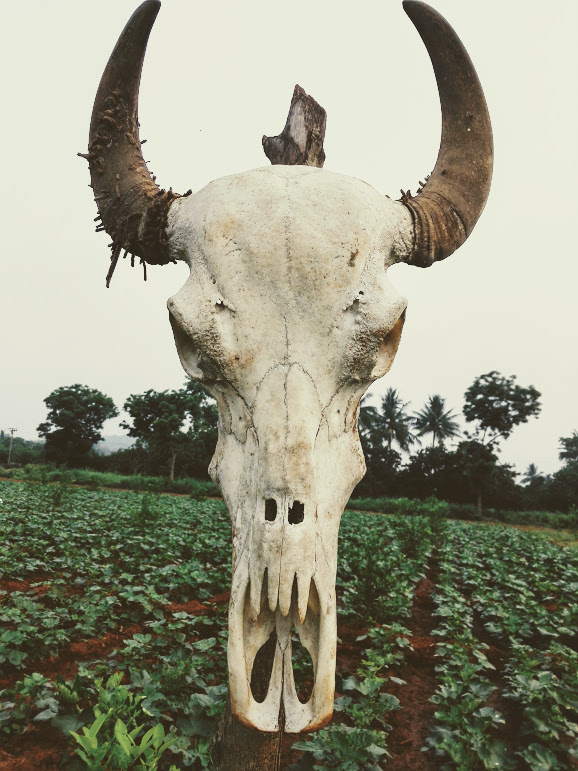
Crânio de um búfalo-asiático (Bubalus bubalis)